# 신월 나들목
신월 나들목(Sinwol IC)은 서울특별시 양천구 신월동에 설치된 경인고속도로의 7번 교차로이자 경인고속도로의 종점이다.
2001년 고속도로 노선 개편 후 경인고속도로의 종점은 영등포구 양평동이었으나 1985년 11월 12일 이 나들목부터 양평동까지 구간이 서울특별시로 이관되어 국회대로가 되면서 이 나들목이 경인고속도로의 종점이 되었다.

## 연혁
- 1968년 12월 21일 : 경인고속도로 가좌 ~ 서울 구간 개통에 따라 영업 개시[1]

## 구조물 정보
- 위치: 서울특별시 양천구 신월1동, 신월3동, 신월4동, 신월7동

## 접속하는 도로
- 서울특별시도 제92호선 (남부순환로), 국회대로